# 히가시우레시노촌
히가시우레시노촌(東嬉野村)은 사가현 후지쓰군에 있던 촌이다. 현재의 우레시노시의 일부에 해당한다.

## 지리
- 시오타강의 오른쪽 강변에 위치했다

## 역사
- 1889년 4월 1일 - 정촌제 시행에 의해 후지쓰군 히가시우레시노촌이 성립하였다.
- 1933년 4월 1일 - 구 우레시노정과 합병해 새로운 우레시노정이 성립하여 폐지되었다.

## 참고문헌
- 角川日本地名大辞典 41 佐賀県
- 『市町村名変遷辞典』東京堂出版、1990年。